# Wiktar Lukaschenka

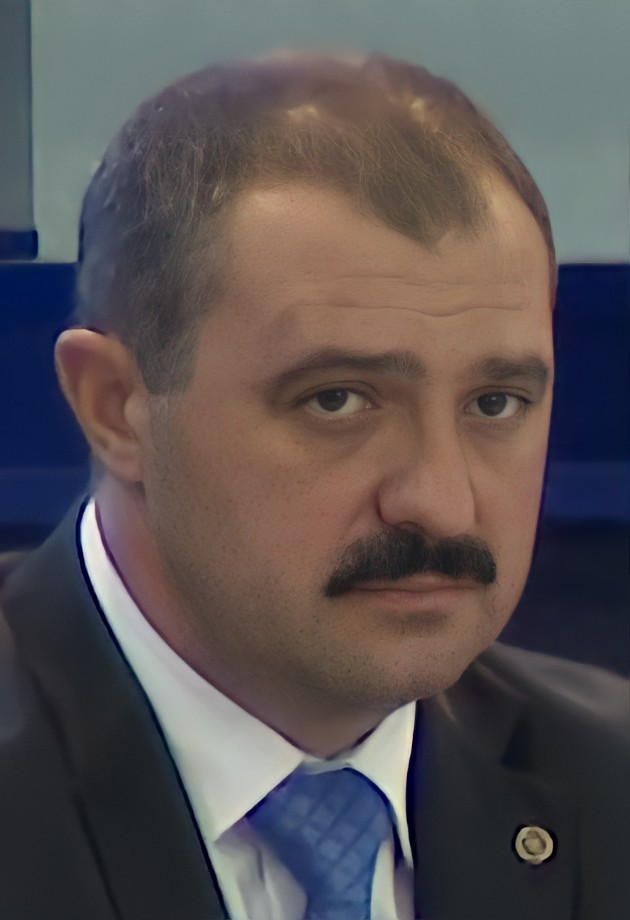
Wiktar Lukaschenka im Jahr 2019

Wiktar Aljaksandrawitsch Lukaschenka (belarussisch Віктар Аляксандравіч Лукашэнка, russisch Виктор Александрович Лукашенко Wiktor Alexandrowitsch Lukaschenko; * 28. November 1975 in Mahiljou, Weißrussische Sozialistische Sowjetrepublik) ist ein belarussischer Politiker und der älteste Sohn des Präsidenten Aljaksandr Lukaschenka. Er wurde wegen Menschenrechtsverletzung angeklagt und auf die Sanktionslisten der Vereinigten Staaten und der Europäischen Union gesetzt.

## Leben
Wiktar Lukaschenka wurde 1975 in Mahiljou als Sohn von Aljaksandr Lukaschenka und seiner Frau Halina Lukaschenka geboren. Er hat einen Bruder namens Dsmitryj Lukaschenka und einen Halbbruder, Mikalaj Lukaschenka. Er absolvierte die Fakultät für Internationale Beziehungen an der Belarussischen Staatlichen Universität und leistete seinen obligatorischen Militärdienst beim belarussischen Grenzschutzdienst. Später arbeitete er im belarussischen Außenministerium und bei einer militärischen Exportfirma namens Agat. Seit 2005 ist er als nationaler Sicherheitsberater für seinen Vater zuständig.
Ab 2007 ist er Mitglied des Sicherheitsrates von Belarus.
Am 26. Februar 2021 wurde Wiktar Lukaschenka Präsident des belarussischen NOK.
Er hat vier Kinder und lebt in Minsk. Die Frau von Wiktar Lukaschenka, Lilija Lukaschenka, ist mit den serbischen Geschäftsleuten Karić (Bojan Karić, Nebojša Karić) durch Offshore-Unternehmen in Zypern verbunden.

## Sanktionen
Nach der Welle der Politischen Verfolgung nach den Präsidentschaftswahlen 2010 wurde Lukaschenka 2011 auf eine Sanktionsliste von 208 Personen, die für politische Repressionen, Wahlbetrug und Propaganda verantwortlich sind, gesetzt und mit einem EU-Reiseverbot und einem Einfrieren von Vermögenswerten belegt. Die Sanktionen wurden 2016 aufgehoben. Nach dem Beschluss des EU-Rates koordinierte Wiktar Lukaschenka in seiner Funktion als wichtiges Mitglied des nationalen Sicherheitsrates die repressiven Maßnahmen gegen die demokratische Opposition und die Zivilgesellschaft, insbesondere während der Demonstration am 19. Dezember 2010.
Am 6. November 2020 wurden persönliche Sanktionen der Europäischen Union gegen ihn sowie eine Reihe anderer belarussischer Beamter, einschließlich Aljaksandr Lukaschenka, verhängt. Ebenso nahmen das Vereinigte Königreich, die Schweiz, Kanada Wiktar Lukaschenka in ihre Sanktionslisten auf. Außerdem bleibt Wiktar Lukaschenka eine der wenigen Personen auf der Sanktionsliste der Vereinigten Staaten (Specially Designated Nationals and Blocked Persons).
Am 7. Dezember 2020 wurde er, wie sein Vater, der das Nationale Olympische Komitee (NOK) zu jenem Zeitpunkt seit 23 Jahren führte, vom Internationalen Olympischen Komitee (IOC) vorläufig von allen olympischen Aktivitäten einschließlich der Olympischen Sommerspiele in Tokio (Japan) ausgeschlossen, da sie die belarussischen Athleten nicht ausreichend vor politischer Diskriminierung schützen.
Im Jahr 2022 wurde Wiktar Lukaschenka von Australien, Neuseeland und Japan auf die schwarze Liste gesetzt.